# Josip Gabrovšek
Josip Gabrovšek, slovenski pisatelj in učitelj, * 1867, Planina, † 29. november 1894, Žiri.

## Življenje in delo
Eno leto je bil vojak. Leta 1892 je končal učiteljišče v Ljubljani. Bil je učitelj v Žabnici, od leta 1894 dalje pa v Žireh. 
Učiteljski tovariš iz leta 1894 se ga v 24. številki spominja takole: »V deželni bolnici je umrl dne 29. listopada Josip Gabrovšek, zač. učitelj v Žireh, ki je komaj 14 dni poprej s prav dobrim vspehom prebil izpit učne usposobljenosti.«
Gabrovšek je bil sotrudnik revije Vrtec. V njej je pod psevdonimom Joško G. Planinec objavljal mladinske spise.